# Sosniwka (rejon konotopski)
Sosniwka (ukr. Соснівка) – wieś na Ukrainie, w obwodzie sumskim, w rejonie konotopskim, w hromadzie Popiwka. W 2001 liczyła 932 mieszkańców.